# Келли, Терри
Терри Келли (англ. Terry Kelly, ум. 19 июня 2010) — ирландский шахматист.
Чемпион Ирландии 1954 г.
В составе сборной Ирландии участник шахматной олимпиады 1954 г. В этом соревновании он выступал на 2-й доске (на 1-й играл Б. Райлли). В 17 партиях Келли сумел набрать только 1½ очка (ничьи с А. Дункельблюмом, Й. Куппером, А. Ноем).
По воспоминаниям участника сборной Ирландии на олимпиаде 1954 г. Э. Рохана, Келли выступал за дублинский шахматный клуб «The Eoghan Ruadh» и работал продавцом в магазине на улице Парламент-стрит в Дублине.
В середине 1950-х гг. переехал в Канаду, после чего в турнирах высокого уровня не участвовал.